# 벌컨 (행성)

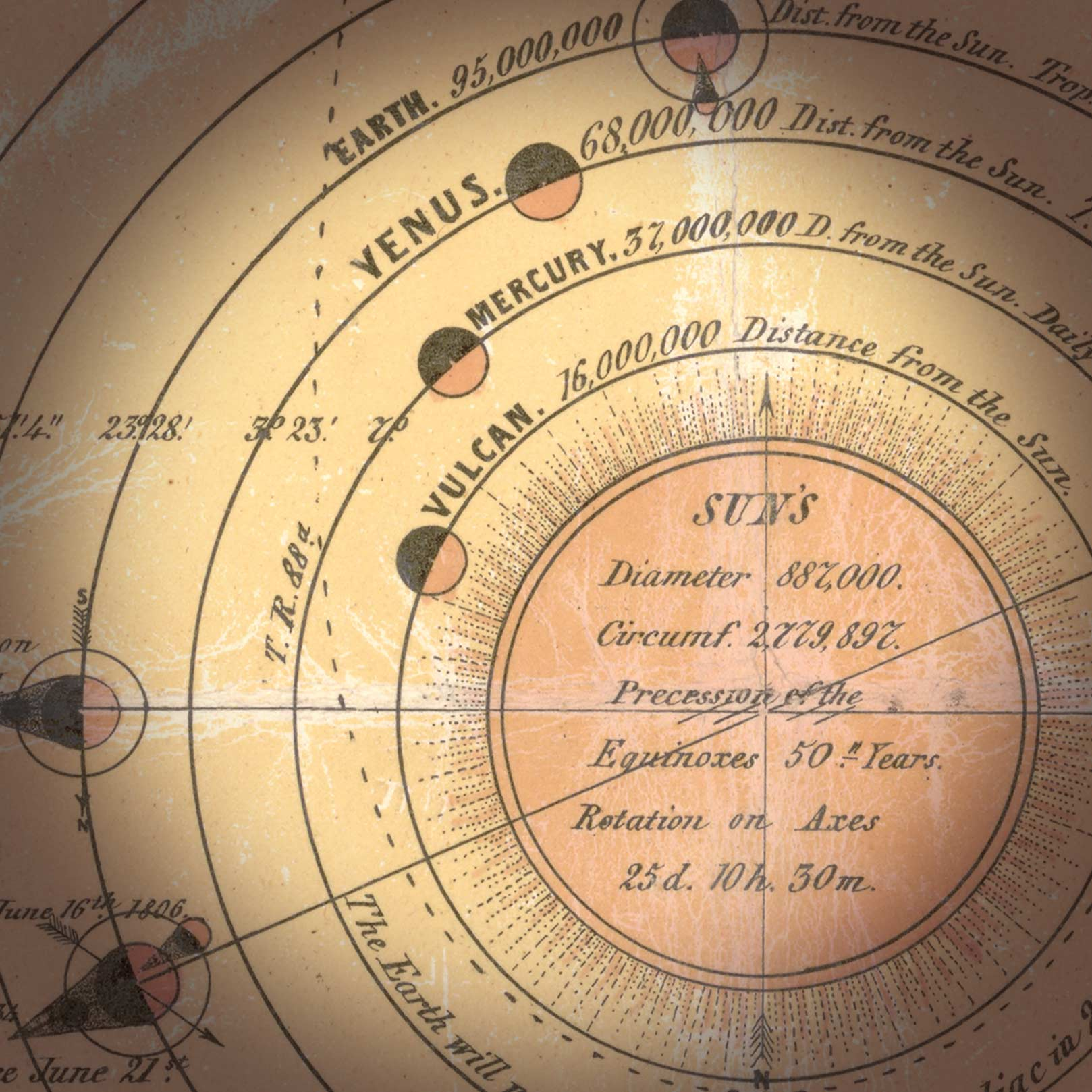

벌컨(Vulcan)은 수성의 공전 궤도의 이상한 점을 설명하기 위해 19세기에 제안된 행성으로, 태양과 수성 사이에 있을 것이라고 여겨졌다. 실제로 이러한 행성은 존재하지 않으며, 수성의 궤도는 일반 상대성 이론으로 설명이 가능하다.

## 역사
1840년 파리 천문대의 프랑수아 아라고는 프랑스의 수학자 위르뱅 르베리에에게 뉴턴 역학에 비추어 수성의 공전 궤도를 연구해 달라고 부탁했다. 르베리에는 1843년 일어날 수성의 일면 통과를 예측했지만, 이는 실제 관측 결과와 어긋나는 것이었다. 르베리에는 더 많은 관측 결과를 모아 1859년에 수성 궤도에 관한 발표를 하였다. 그 중에는 수성 궤도의 근일점 이동에 관한 것도 있었는데, 수성의 근일점이 이동하는 속도는 고전 역학으로 예측한 수치보다 1세기 당 43각초 정도 차이가 나는 것이었다.
르베리에는 이런 현상이 수성 안쪽에 행성이 더 있기 때문에 나타난다고 추측하고, 그 행성의 이름을 ‘벌컨’이라고 지었다. ‘벌컨(Vulcan)’이란 이름은 로마 신화에 등장하는 대장장이의 신 불카누스에서 온 것으로, 태양에 아주 가까이 있기 때문에 붙인 것이다. 르베리에는 같은 방법으로 해왕성의 존재를 예측하여 성공한 바가 있기 때문에, 많은 천문학자들이 벌컨의 존재를 찾기 시작했다.
수성 궤도에 대한 의문은 다른 행성이 아니라 1915년 일반 상대성 이론이 발표되면서 해소되었다. 상대성 이론으로는 뉴턴 역학이 설명할 수 없던 수성 근일점 이동의 관측값을 설명할 수 있었다.
하지만 수성 궤도 안쪽에 수 km 크기의 소행성이 있을 거라는 가설은 아직 존재하며, 이는 벌컨군이라 불린다.

## 같이 보기
- 아티라 소행성군
- 수성의 위성
- 네메시스 (항성)
- 제9행성
- 해왕성 바깥 행성
- 티케 (행성)
- 벌컨 (스타 트렉)
- 벌컨군
- 아티라 소행성군

## 참고 문헌
1. ↑  Hsu, Jong-Ping; Fine, Dana (2005). 《100 Years of Gravity and Accelerated Frames: The Deepest Insights of Einstein and Yang-Mills》. World Scientific. ISBN 981-256-335-0.